# Prueba de Selección Universitaria

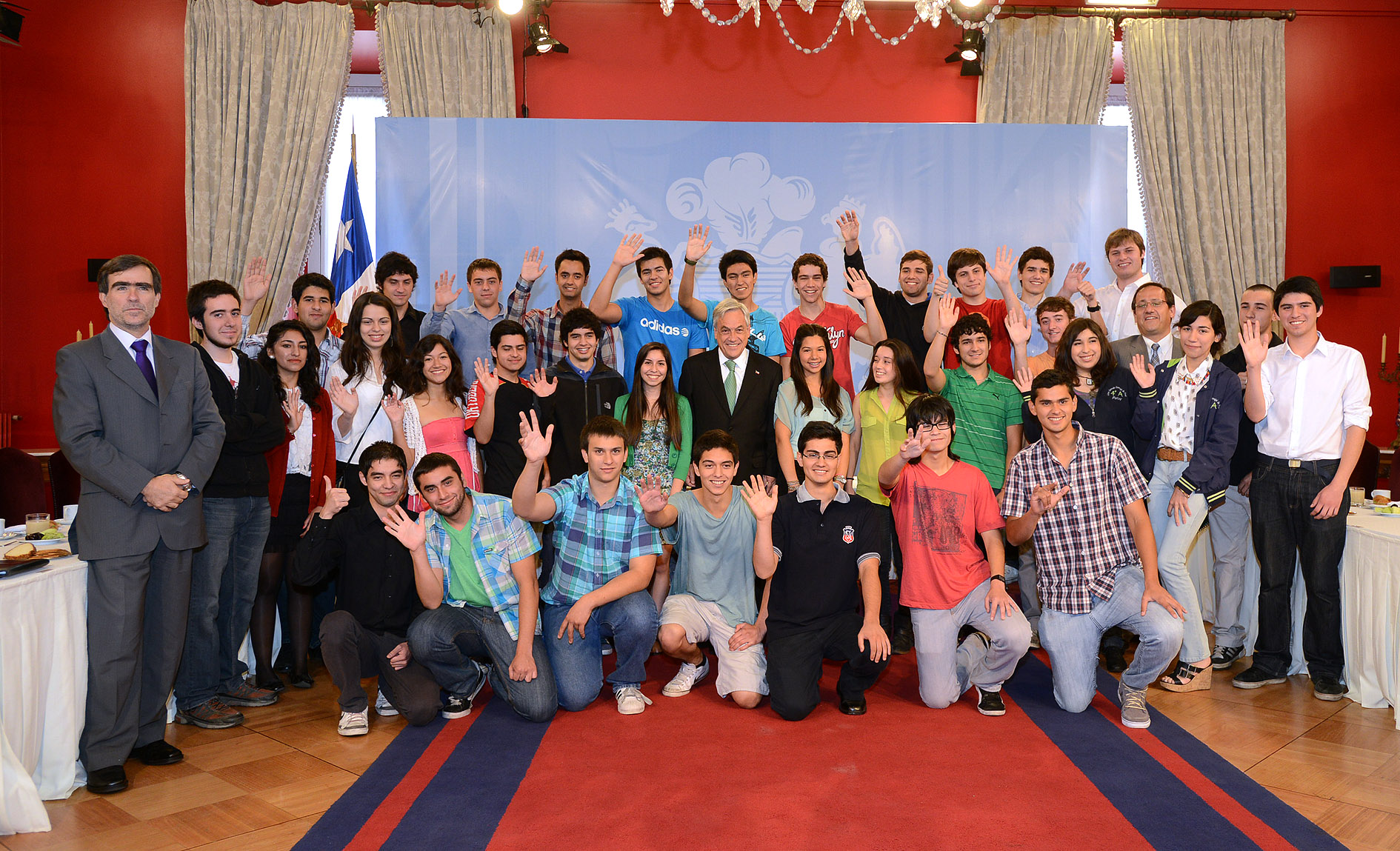
O presidente Sebastián Piñera parabenizando os jovens que mais pontuaram em 2013.

Prueba de Selección Universitaria (PSU; em português, Prova de Seleção Universitária) é um exame aplicado aos concluintes do ensino médio para o ingresso em alguma universidade pública. Aplicada pelo Departamento de Avaliação, Medição e Registro Educacional desde 2003 no Chile, é utilizada como análise às instituições que pertencem ao Conselho de Reitores.
Segundo regra federal, a avaliação é aplicada anualmente na primeira quinzena de dezembro, e é dividida em quatro eixos cognitivos, os quais duas são obrigatórias (linguagem e comunicação e matemática) e duas eletivas (ciências sociais e ciências naturais).